# Petulantes

Scudo dei Petulantes seniores, una unità di auxilia palatina agli ordini del magister peditum. Il disegno è basato sulla Notitia Dignitatum.

I Petulantes erano una unità militare (auxilia palatina) dell'Impero romano, attestata tra il IV e V secolo.

## Storia

### Origini
I Petulantes erano di origine germanica, ed è stato proposto che avessero combattuto alla battaglia di Ponte Milvio tra le truppe di Costantino I (312); questa ipotesi è basata sulla possibilità che alcune delle figure dell'Arco di Costantino rappresentino i Petulantes.

### Sotto Giuliano
I Petulantes erano composti da 500 uomini, ma erano spesso impiegati assieme ai Celtae. Nel IV secolo sono ricordati tra le truppe del cesare d'Occidente Giuliano; come parte del comitatus di Giuliano, i Petulantes combatterono durante la battaglia di Strasburgo (357).
Quando Giuliano, accampato a Parigi, ricevette l'ordine di suo cugino l'imperatore Costanzo II di inviare alcune truppe, tra cui i Petulantes, per la campagna d'oriente, assistette alla rivolta dei soldati, che si rifiutarono di abbandonare le loro terre. Uno dei portatori di stendardi dei Petulantes, Mauro, mise una corona in testa a Giuliano proclamandolo augusto (361).
In seguito, assieme ai Celtae, i Petulantes combatterono contro gli Alemanni presso Sanctium, in Rezia. In occasione di una incursione alemanna, le due unità vennero infatti mandate incontro al nemico, comandate dal comes Libinone; i Romani attaccarono gli Alemanni malgrado l'inferiorità numerica, vogliosi di fare bottino, ma Libinione, che aveva esortato i propri uomini alla battaglia, fu tra i primi a cadere. Ne derivò uno scontro intenso, con gli Alemanni rinvigoriti dalla morte del comandante nemico e i Romani intenzionati a vendicarlo: alla fine la differenza di numero ebbe il sopravvento, e i Romani dovettero ritirarsi con perdite limitate.
Parteciparono alla campagna di Giuliano contro i Sasanidi (363); durante le preparazioni (inverno 362/363) si distinsero per essere le truppe più indisciplinate, con i soldati che venivano frequentemente riportati in spalla alle caserme dopo essersi ubriacati.

### Petulantessenioreseiuniores
Nel 365, l'Augustus senior dell'ovest, Valentiniano I, e l'Augustus iunior dell'est, Valente, si divisero l'esercito in due parti, ed è probabile che in questa occasione i Petulantes venissero divisi in due unità, i seniores e gli iuniores. Nel 378 i Lentiensi passarono il Reno ghiacciato in febbraio, ma vennero affrontati dai Celtae e dai Petulantes, accampati lì vicino e che li ricacciarono subendo perdite rilevanti e facendone ancor di più.
La Notitia dignitatum, un documento redatto all'inizio del V secolo, riporta i Petulantes seniores come una unità scelta (auxilia palatina) agli ordini del magister peditum dell'ovest. Lo stesso documento da i Petulantes iuniores agli ordini del magister militum per Illyricum, con un diverso emblema dello scudo.